# Kistárkány
Kistárkány (szlovákul: Malé Trakany) község Szlovákiában, a Kassai kerület Tőketerebesi járásában.

## Fekvése
Királyhelmectől 13 km-re délkeletre, a Tisza jobb partján fekszik.

## Története
A 13. század végén Tárkány már a Tárkányi család birtoka, de külön Kistárkányt csak a 14. század elején készített pápai tizedjegyzék említi „Kystarkyan” alakban. A 14. században a Perényi család a birtokosa. 1492-ben egy nagyszabású nemesi udvarház épült itt a korábbi romok felhasználásával. 1557-ben 3 portája adózott. A 16. századtól több birtokosa is volt. Előbb a Vassay, Serédy, Buttkay, Boda, Vékey családoké, majd a század második felében a Bodák, Mórék, Joók, Himmelreichek birtoka. A 17. században a Hardicsayak, Perényiek, Kállayak és Cserneyek, a 18. században többek közt a Sennyeyek, Bémerek, Reviczkyek, Szerdahelyiek, Kazinczyk, Apagyik, Tornaiak a tulajdonosok. Ekkor öt nagyobb nemesi kúria is állt a településen. 1715-ben 6 lakatlan és 8 lakott háza volt. 1787-ben 49 házában 271 lakos élt.
A 18. század végén Vályi András így ír róla: „Kis Tárkány, Nagy Tárkány. Két magyar helység Zemplén Várm. földes Urai Sennyei, és több Urak, Sóháza is van, lakosaik katolikusok, és reformátusok; földgyeik jól termők, réttyek, legelőjök, fájok van, piatzok Ungváron, Újhelyben, és Kis-Várdán.”
1828-ban 44 háza és 338 lakosa volt, akik mezőgazdasággal, állattartással, szőlőtermesztéssel foglalkoztak.
Fényes Elek 1851-ben kiadott geográfiai szótárában így ír a faluról: „Kis-Tárkány, magyar falu, Zemplén vmegyében, a Tisza jobb partján, Ujhelyhez egy órányira: 73 romai, 30 görög kath., 280 ref., 18 zsidó lak. Ref. anyaszentegyház, kath. kápolna, szőlőhegy, erdő, 192 hold szántóföld.”
1890 és 1900 között sok lakosa kivándorolt.
Borovszky Samu monográfiasorozatának Zemplén vármegyét tárgyaló része szerint: „Kistárkány, magyar kisközség, Szabolcs vármegye határán, 166 házzal és 919 lakossal, kiknek nagyobb része ev. református. Postája, távírója és vasúti állomása Bély. A Tárkányiak ez ősi fészke már a XIV. században a Kistárkányi család birtoka volt. 1417-ben Perényi Miklóst iktatják részeibe, 1501-ben Vassay Istvánt, 1549-ben Serédy Istvánt és két évvel később a Buttkay és Boday családokat. Ugyanekkor a Vékeyeknek is van itt részük. 1570-ben Boda Ozsvát és Móré Gáspár, 1585-ben Joó János és Himmelreich Tibor szerepelnek birtokosaiként, míg az 1598-iki összeírás Vancsody Miklóst, Paczoth Ferenczet, Bornemisza Mátyást, Bojthy Lászlót és 'Sennyey Jónást sorolja fel. 1619-ben Hardicsay Zsuzsannát, 1655-ben Perényi Zsigmondot és Kállay Klárát iktatják némely részekbe, három évvel később meg Cserney Pált. 1730-ban Héritz Márton szrez itt részeket. Később azután a 'Sennyey, Revitzky és Bémer bárók, az Apagyi, Szerdahelyi, Gyulácsy, Korchma, Klobusitzky, Kazinczy, Beőthy, Szent-Mihályi, Fejér és Dőry családok az urai. Most nagyobb birtokosa nincs. A mostani ref. templomot 1772-ben építették, de volt itt hajdan egy másik templom is. 1551-ben ugyanis vizsgálat folyik Vékey Ferencz ellen, mert az elpusztult templomot és parochiát bontogatta és a köveket építkezésre használta fel. A községhez tartozó dűlők között szerepel Marásza is, mely a hajdani Maráza nevű község nevét tartja fenn. Birtokosai a Kistárkányi urak voltak s csak az 1598-iki összeírásban találunk itt két új nevet, a Palágyi Gáspár és Tibay László özvegyeiét. 1619-ben találjuk először pusztaként említve, a mikor a leleszi káptalan Hardicsay Zsuzsánnát iktatja némely részeibe. Kistárkányban 1831-ben szintén dühöngött a kolera. A református egyház 1772-ből való úrasztali ezüst-kelyhet őriz. Ide tartoznak Csénye-, Kopárhomok- és Szögfenék-tanyák.”
1920-ig Zemplén vármegye Bodrogközi járásához tartozott. 1924 és 1948 között szeszfőzdéje működött. 1938 és 1944 között újra Magyarország része volt.

## Népessége
| Év:            | 1994. | 2004.    | 2014.   | 2024.   |
| -------------- | ----- | -------- | ------- | ------- |
| Emberek száma: | 912   | 1135     | 1116    | 1087    |
| Eltérés:       |       | +24,45 % | -1,67 % | -2,59 % |

| Év:            | 2023. | 2024.   |
| -------------- | ----- | ------- |
| Emberek száma: | 1099  | 1087    |
| Eltérés:       |       | -1,09 % |

1910-ben 1068-an, túlnyomórészt magyar anyanyelvűek lakták.
2001-ben 1054 lakosából 926 magyar, 67 szlovák és 51 cigány volt.
2011-ben 1156 lakosából 998 magyar és 128 szlovák volt.

## Nevezetességei
- Keresztjét 1905-ben, az Amerikába kivándorolt kistárkányiak adományaiból állították, és a ma már névtelen emberek tiszteletére 2005-ben újra felszentelték.
- Református temploma 1772-ben épült, tornya 1839-ben készült.
- A 18. század végén létesült református templom bejárata fölött egy 1839-ből származó Árpád-fejszobor látható.[7]

## Híres emberek
- Itt született 1927. november 26-án Tolvaj Bertalan pedagógus, tankönyvíró, irodalomkritikus.